# Carolina Thunderbirds
Die Carolina Thunderbirds waren ein US-amerikanisches Eishockeyfranchise aus Winston-Salem im Bundesstaat North Carolina, das unter anderem von 1988 bis 1992 in der East Coast Hockey League aktiv war.

## Geschichte
Das Franchise nahm im Jahr 1981 unter dem Namen Winston-Salem Thunderbirds den Spielbetrieb in der neu gegründeten Atlantic Coast Hockey League auf. Im Anschluss an ihre Premierenspielzeit wurde die Mannschaft in Carolina Thunderbirds umbenannt. In den folgenden Jahren wurden die Thunderbirds das erfolgreichste Team der ACHL und gewannen 1983, 1985 und 1986 die Bob Payne Trophy, die ACHL-Meisterschaft. Darüber hinaus waren die Thunderbirds von 1983 bis 1986 vier Mal hintereinander das beste Team der regulären Saison. Nachdem die ACHL 1987 den Spielbetrieb einstellte, schloss sich die Mannschaft der All-American Hockey League an, in der sie auf Anhieb ebenfalls Meister wurde. Zur Saison 1988/89 verließen die Thunderbirds nach nur einem Jahr bereits wieder die AAHL und wechselten in die East Coast Hockey League. Cheftrainer wurde Brian Carroll, der allerdings bereits nach wenigen Partien entlassen wurde. In ihrer Premierenspielzeit erreichten die Thunderbirds knapp die Play-offs, in denen sie jedoch nach Siegen über die Erie Panthers und Johnstown Chiefs als erstes Team den Riley Cup gewannen.
Von 1989 bis 1992 spielte die Mannschaft erneut unter ihrem Gründungsnamen Winston-Salem Thunderbirds. Cheftrainer wurde Chris McSorley. In der Saison 1989/90 erreichten die Thunderbirds mit 82 Punkten souverän die Play-offs und gewannen zudem den Henry Brabham Cup. In den Halbfinalspielen der Play-offs wurde die Nashville Knights besiegt, in den Finalspielen um den Riley Cup unterlag Winston-Salem den Greensboro Monarchs in fünf Partien. Die darauffolgende Saison endete für das Team enttäuschend, mit 43 Punkten verpassten die Thunderbirds die Endrunde. In der Spielzeit 1991/92 konnten sich die Thunderbirds noch einmal für die Play-offs qualifizieren, schieden aber bereits in der ersten Runde aus. ehe sie 1992 nach Wheeling, West Virginia, umgesiedelt wurde und fortan unter dem Namen Wheeling Thunderbirds am Spielbetrieb der ECHL teilnahmen.

## Team-Rekorde

### Karriererekorde (Carolina Thunderbirds, ECHL)
Spiele: 60  Bob Wensley
Tore: 30 /  Brian Hannon
Assists: 39  Blair McReynolds
Punkte: 67 /  Brian Hannon
Strafminuten: 192  Michel Lanouette

### Karriererekorde (Winston-Salem Thunderbirds, ECHL)
Spiele: 117  John Devereaux,  Brent Fleetwood
Tore: 63  Troy Vollhoffer
Assists: 86  John Devereaux,  Joe Ferras
Punkte: 148  Joe Ferras
Strafminuten: 345  Darren Schwartz